# Ciclisme als Jocs Olímpics d'Estiu de 1972
Plantilla:Ciclisme a Múnic 1972
Als Jocs Olímpics d'Estiu de 1972 celebrats a la ciutat de Múnic (en aquells moments República Federal d'Alemanya) es disputaren 7 proves de ciclisme, totes elles en categoria masculina. Aquestes proves es dividiren en dues de ciclisme en ruta, formades per una contrarellotge individual i una contrarellotge per equips, i en cinc proves de ciclisme en pista.
La competició se celebrà entre els dies 29 d'agost i el 4 de setembre de 1972 al Velòdrom Olímpic de Múnic, i participaren un total de 359 ciclistes de 54 comitès nacionals diferents.

## Resum de medalles

### Ciclisma en ruta
| Prova                             | Or                                                                               | Argent                                                                    | Bronze        |
| Prova en ruta Detalls             | Hennie Kuiper                                                                    | Clyde Sefton                                                              | No es concedí |
| Contrarellotge per equips Detalls | Unió SovièticaValeri Iardi · Guennadi Kómnatov · Valeri Likhachov · Borís Xúkhov | PolòniaRyszard Szurkowski · Edward Barcik · Lucjan Lis · Stanisław Szozda | No es concedí |

### Ciclisma en pista
| Prova                             | Or                                                                  | Argent                                                                | Bronze                                                                 |
| Quilòmetre contrarellotge Detalls | Niels Fredborg                                                      | Daniel Clark                                                          | Jürgen Schütze                                                         |
| Velocitat individual Detalls      | Daniel Morelon                                                      | John Nicholson                                                        | Omar Pkhakadze                                                         |
| Tàndem Detalls                    | Unió SovièticaVladimir Semenets · Igor Tselovalnykov                | RDAJürgen Geschke · Werner Otto                                       | PolòniaAndrzej Bek · Benedykt Kocot                                    |
| Persecució individual Detalls     | Knut Knudsen                                                        | Xaver Kurmann                                                         | Hans Lutz                                                              |
| Persecució per equips Detalls     | RFAGünther Schumacher · Jürgen Colombo · Günter Haritz · Udo Hempel | RDAUwe Unterwalder · Thomas Huschke · Heinz Richter · Herbert Richter | Regne UnitWilliam Moore · Michael Bennett · Ian Hallam · Ronald Keeble |

## Medaller
| Posició | País           | Or | Argent | Bronze | Total |
| 1       | Unió Soviètica | 2  | 0      | 1      | 3     |
| 2       | RFA            | 1  | 0      | 1      | 2     |
| 3       | Dinamarca      | 1  | 0      | 0      | 1     |
| 3       | França         | 1  | 0      | 0      | 1     |
| 3       | Noruega        | 1  | 0      | 0      | 1     |
| 3       | Països Baixos  | 1  | 0      | 0      | 1     |
| 7       | Austràlia      | 0  | 3      | 0      | 3     |
| 8       | RDA            | 0  | 2      | 1      | 3     |
| 9       | Polònia        | 0  | 1      | 1      | 2     |
| 10      | Suïssa         | 0  | 1      | 0      | 1     |
| 11      | Regne Unit     | 0  | 0      | 1      | 1     |